# Scipione Pico della Mirandola
Scipione Pico della Mirandola (Scaldasole, 1425 – 1488) è stato un militare e nobile italiano naturalizzato francese.
Fu capostipite del ramo dei Pico de Blais, tuttora esistente nella Guienna, in Francia.

## Biografia
Figlio illegittimo di Francesco III Pico (primo conte della Concordia), nacque nel castello di Scaldasole. Nel 1440 si arruolò con il grado di capitano nell'esercito di re Carlo VII di Francia.
Venne gravemente ferito dagli inglesi durante la Guerra dei cento anni, venendo ricompensato il 15 marzo 1462 con 3.000 livre, la cittadinanza francese da re Luigi IX di Francia e il riconoscimento di "figlio legittimo e naturale di Francesco Pico Conte della Mirandola in Italia", consentendogli di mantenere per sé e i suoi eredi in perpetuo i privilegi e lo stemma dei Pico, con la facoltà di aggiungere il nome del dominio di Blais, che gli venne dato in feudo.
Il 14 maggio 1462 sposò Catherine Girard de Mauléon, figlia di Jacques Girard, nobile scudiero nato a Mauléon. Nel 1470 nacque il primo figlio Nicolas, che nel 1488 fu incaricato di presidiare la città di Bourg en Guyenne e sposò Caterina da Ventimiglia, da cui ebbe i figli Romain (che divenne sindaco di Blaye, poi procuratore al parlamento di Bordeaux e giudice ordinario di Blaignac) e Arnaud.

## Discendenza
Con il passare dei secoli, il nome "della Mirandola" fu sostituito nell'uso comune dal "di Blais", a sua volta sostituito da "di Louzannes", "della Jehannière" o altri luoghi.
Il 5 maggio 1867 Enrico Stanislao Pico de Blais (1807-1896), ex giudice del tribunale civile e criminale di Saint Etienne, venne insignito della cittadinanza onoraria di Mirandola, riconosciuto come discendente dei Pico.